# Ondřejovice zastávka
Ondřejovice zastávka je železniční zastávka, která se nachází v severní části osady Ondřejovice, která je částí města Zlaté Hory v okrese Jeseník. Zastávka leží v km 5,695 neelektrizované jednokolejné trati Mikulovice – Zlaté Hory mezi stanicí Mikulovice a dopravnou Zlaté Hory.

## Historie
Přestože trať z Mikulovic do Zlatých Hor byla dána do provozu už 31. října 1896, zastávka s tehdejším názvem Endersdorf Haltepunkt byla otevřena až od 21. května 1905. Od roku 1918 nese zastávka české označení Ondřejovice zastávka, výjimkou byla pouze léta 1938 až 1945, kdy se nakrátko vrátilo německé pojmenování Endersdorf Haltepunkt.

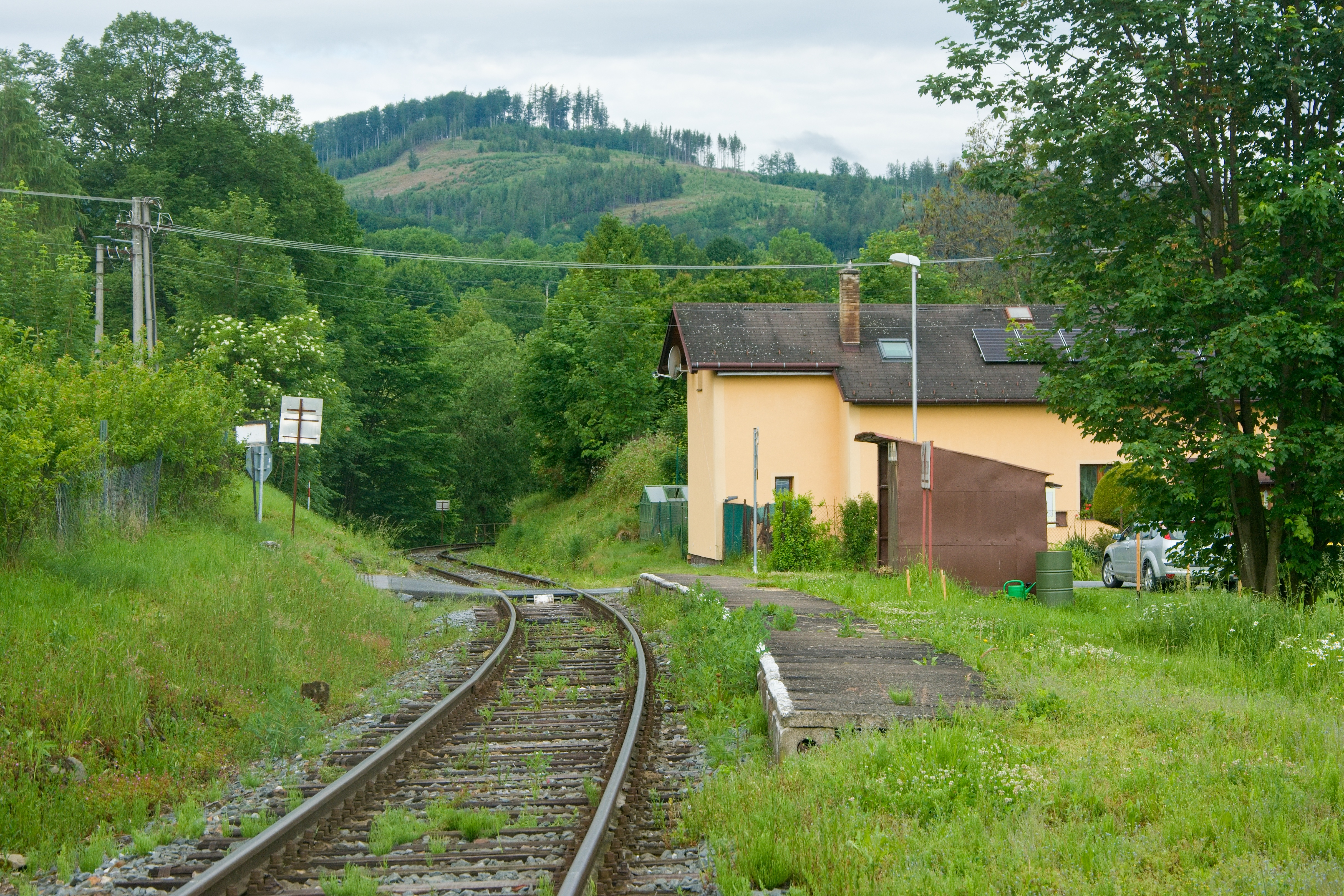
Celkový pohled na zastávku, v pozadí přejezd P4404 a za ním někdejší nádražní budova

## Popis zastávky
U zastávce je u traťové koleje z betonových panelů zřízeno jednostranné vnější nástupiště o délce 40 m s nástupní hranou ve výšce 250 mm nad temenem kolejnice. Někdejší nádražní budova byla adaptována pro jiné účely, cestujícím slouží přístřešek.
Přímo u zastávky se v km 5,683 nachází železniční přejezd P4404, na kterém trať kříží účelová komunikace. Přejezd je zabezpečen výstražnými kříži.